# Bahnhof Hohenschöpping
Hohenschöpping war von 1938 bis 1998 ein Haltepunkt der Berliner S-Bahn an der Kremmener Bahn im Gebiet der Stadt Velten, 2,4 Kilometer südlich des Bahnhofs Velten gelegen.

## Geschichte
Die im Jahre 1893 eingleisig eröffnete Bahnstrecke führte an dieser Stelle durch unbesiedeltes Gebiet. Lediglich das 1840 erbaute Forsthaus Hohenschöpping lag in der Nähe, der namensgebende Ort jedoch mehrere Kilometer entfernt. 1927 wurde die Strecke zweigleisig ausgebaut und als S-Bahn elektrifiziert.
Am 13. April 1938 wurde der Haltepunkt zur Erschließung verschiedener Rüstungsbetriebe eröffnet. Finanziert wurde der Bau durch die seit 1936 hier produzierenden Ikaria-Werke, die Veltener Maschinen AG (VEMAG) und das Flakzeugamt Velten. Der ursprünglich vorgesehene Name des Bahnhofs war Velten-Süd. Die Gleise wurden auseinandergezogen und ein einfacher, nicht überdachter Bahnsteig dazwischen erbaut. Der Zugang erfolgte über eine Holzbrücke am nördlichen Bahnsteigende. Bereits wenige Wochen später verkehrten die Züge im Berufsverkehr alle zehn Minuten. Mitte 1943 wurde direkt am S-Bahnhof das KZ-Außenlager Velten zur Unterbringung von Zwangsarbeiterinnen errichtet.
Zum Ende des Zweiten Weltkrieges wurde der Bahnhof durch die Sprengung der Havelbrücke bei Hennigsdorf vom Hauptnetz abgetrennt. Im Juli 1946 erfolgte die Wiedereröffnung. Da das zweite Gleis inzwischen von der sowjetischen Besatzungsmacht als Reparationsleistung demontiert worden war, war die das Gleis überquerende Holzbrücke überflüssig geworden und wurde abgebaut.
Die Fahrgastzahlen des Haltepunkts waren jetzt so gering, dass die S-Bahn zur Einsparung des Fahrstromes für das Wiederanfahren den Bahnhof ab Dezember 1946 ohne Halt durchfuhr. Erst ab 1950 wurde der Halt wieder bedient.
Der Mauerbau 1961 unterbrach den Schienenstrang zwischen Berlin-Heiligensee und Hennigsdorf. Die Deutsche Reichsbahn betrieb die S-Bahn zwischen Velten und Hennigsdorf als elektrischen Inselbetrieb weiter. 1983 wurden die Stromschienen demontiert und die Strecke als Fernbahn mit Oberleitung und Wechselstrombetrieb neu elektrifiziert. Die Züge pendelten weiterhin zwischen Velten und Hennigsdorf.
Die Nachfrage an dieser Stelle blieb äußerst gering. 1998 wurde der Haltepunkt aufgelassen. Die Oberleitung wurde entfernt, nachdem nur noch dieselbetriebene Züge am ehemaligen Bahnsteig vorbeifahren.